# Rainbow pour Rimbaud
Pour l’article homonyme, voir Rainbow pour Rimbaud (film).
Rainbow pour Rimbaud est le premier roman de l'écrivain français Jean Teulé paru en 1991.

## Adaptation cinématographique
Le roman a été adapté au cinéma par son auteur en juin 1996, sous le même titre, avec Bernadette Lafont, Michel Galabru et Laure Marsac.